# Фатих Терим
Фатих Терим (на турски: Fatih Terim) е бивш турски футболист и настоящ треньор по футбол. Роден е на 4 септември 1953 година в град Адана. Известен е с прякора си „Императора“. Според класацията на Международната организация за футболна история и статистика Фатих Терим е сред осемте най-успешни треньори в света. Терим е сред седемте номинирани за най-добър мениджър на УЕФА за 2008, от Евроспорт е наречен най-добрият треньор на Европейското първенство през 2008 година в Австрия и Швейцария.

## Кариера

### Кариера като футболист
Като футболист е играл като защитник. Дебютира през в професионалния футбол през 1969 г. с екипа на Адана Демирспор, а пет години по-късно преминава в Галатасарай, където играе в продължение на 11 години, преди да приключи активната си спортна кариера през 1984 г. За този период печели три пъти Купата на Турция и веднъж Суперкупата.
За националния отбор записва 50 мача, в които се разписва на два пъти.

### Кариера като треньор
Започва треньорската си кариера като помощник в щаба на Галатасарай за две години. През 1987 г. за пръв път ръководи самостоятелно отбор – Анкарагюджю. На този пост остава за година и половина, преди да поеме към отбора на Гьозтепе, който води за само един сезон. През 1990 г. става помощник на Сеп Пионтек в националния отбор, като паралелно с това е старши треньор на младежкия отбор до 21 години, с който печели Средиземноморските игри през 1993 г. След това е промотиран за треньор на мъжкия отбор, който успява да класира на Евро 1996, което е първото участие на Турция на Европейско първенство. След като отпада в Груповата фаза на първенството, Терим напуска и се завръща в Галатасарай, този път като старши треньор. Под негово ръководство „ДжимБом“ печели титлата в Турция в четири поредни години и Купата на УЕФА през сезон 1999/2000, което го прави най-успешният треньор в историята на отбора. След успеха за Купата на УЕФА, Терим подписва договор за един сезон с италианския Фиорентина. Стартът на сезона сезона е силен, като в първенството са постигнати победи над Милан и Ювентус, а росонерите са елиминирани и за Купата на Италия. Преди края са сезона треньорът обявява, че няма да поднови договора си, като изтъква причината, че клубното ръкводство е отказало да осигури исканите от него нови попълнения. След края на сезон 2000/01 подписва договор с Милан, но само пет месеца по-късно е уволнен поради слаби резултати. През следващата година се завръща в Галатасарай, но записва разочароващ сезон, тъй като по това време отборът страда от финансови проблеми. През лятото на 2005 г. се завръща на закъсалия по това време национален отбор. Успява да го стабилизира и да го класира до баражите за Световното първенство през 2006, където обаче губи от Швейцария. Въпреки това, играта продължава да се подобрява, и на Евро 2008 Турция достига до полуфиналите, където отпада от Германия след гол в последните минути. След като националния отбор загубва шансове да се класира на Световното първенство през 2010 г., Терим напуска. След като Галатасарай пропуска ЕКТ през сезон 2010/11, Терим се завръща на работа в клуба, и още в първия си сезон го извежда до 18-а титла в историята му. В Шампионската лига през сезон 2012/13 извежда отбора си до 1/4-финалите, където печели домакинска победа срещу Реал Мадрид, но отпада поради по-лошата голова разлика. Уволнен е през септември 2013 г. На 22 август 2013 година за трети път поема Турция. Успява да достигне до финалите на Евро 2016, където отпада в груповата фаза. Уволнен е през юли 2017 г. след като участва в сбиване в кебапчийница . На 22 декември 2017 се завръща за четвърти път начело на Галатасарай.

## Успехи

### Като футболист
Галатасарай
- Носител на Купата на Турция (3): 1975/76, 1981/82, 1984/85
- Носител на Суперкупата на Турция (1): 1982

### Като треньор
Турция до 21 г.
- Победител в Средиземноморските игри (1): 1993

 Турция
- Полуфиналист на Европейско първенство (1): 2008

 Галатасарай
- Шампион на Турция (6): 1996/97, 1997/98, 1998/99, 1999/2000, 2011/12, 2012/13
- Носител на Купата на Турция (2): 1998/99, 1999/2000
- Носител на Суперкупата на Турция (4): 1996, 1997, 2012, 2013
- Носител на Купата на УЕФА (1): 1999/2000